# Serie C 1947-1948 (Lega Interregionale Sud)
La Lega Interregionale Sud fu l'ente F.I.G.C. delegato a gestire questo campionato di Serie C della stagione sportiva 1947-1948. La sua zona di competenza comprendeva tutte le regioni dell'Italia meridionale e aveva sede a Napoli.
Alla competizione parteciparono 48 squadre suddivise in tre gironi da 16 società. Erano in palio cinque posti per il nuovo campionato di Terza Serie che l'anno successivo avrebbe dovuto essere inaugurato dalla Lega Nazionale: uno ciascuno per ogni capolista più due da disputarsi fra le piazzate d'onore. Le ultime cinque classificate di ogni raggruppamento sarebbero state invece retrocesse nelle leghe regionali. Le società intermedie sarebbero invece rimaste affiliate alla Lega Interregionale Sud, il cui torneo avrebbe cambiato nome in campionato di Promozione. Il Caso Napoli scoppiato nell'estate 1948 comportò però esiti più bonari: le migliori tre di ogni girone furono iscritte alla restaurata Serie C della Lega Nazionale insieme ad altre cinque ripescate, mentre a tutte le retrocesse nelle leghe regionali fu offerta la possibilità di far domanda di ripescaggio soddisfacendo i parametri richiesti dalla FIGC.

## Girone R

### Aggiornamenti
L'Unione Sportiva Nola, con problemi economici, ha ottenuto di iscriversi in Prima Divisione regionale; al suo posto è stata riammessa in serie C la retrocessa Ilva Bagnolese.

### Squadre partecipanti
| Club                 | Città                        | Stagione precedente                                                             |
| -------------------- | ---------------------------- | ------------------------------------------------------------------------------- |
| Afragolese           | Afragola (NA)                | 3° in Serie C Lega Sud/A                                                        |
| Angri                | Angri (SA)                   | 8° in Serie C Lega Sud/A                                                        |
| Avellino             | Avellino                     | 3° in Serie C Lega Sud/B                                                        |
| Benevento            | Benevento                    | 1° in Serie C Lega Sud/B, 6º nel girone finale                                  |
| Casertana            | Caserta                      | 6° in Prima Divisione Campania/C, promosso a recupero della categoria di merito |
| Ercolanese           | Ercolano (NA)                | 10° in Serie C Lega Sud/A                                                       |
| Frattese             | Frattamaggiore (NA)          | 10° in Serie C Lega Sud/A                                                       |
| Gragnano             | Gragnano (NA)                | 7° in Serie C Lega Sud/A                                                        |
| Ilva Bagnolese       | NA-Bagnoli                   | 12° in Serie C Lega Sud/A, retrocesso e poi riammesso                           |
| Juve Alfa Pomigliano | Pomigliano d'Arco (NA)       | 1° in Prima Divisione Campania/A, 2º nel girone finale, promosso                |
| Portici              | Portici (NA)                 | 3° in Serie C Lega Sud/A, retrocesso e poi riammesso                            |
| Sangiuseppese        | San Giuseppe Vesuviano (NA)  | 8° in Serie C Lega Sud/A                                                        |
| SET Napoli           | Napoli                       | ?° in Prima Divisione Campania/C, 1º nel girone finale, promosso                |
| Sorrento             | Sorrento (NA)                | 1° in Prima Divisione Campania/B, 3º nel girone finale, promosso                |
| Stabia               | Castellammare di Stabia (NA) | 3° in Serie C Lega Sud/A                                                        |
| Turris               | Torre del Greco (NA)         | 2° in Serie C Lega Sud/A, 3º nel girone finale                                  |

### Classifica finale
|  | Pos. | Squadra              | Pt | G  | V  | N  | P  | GF | GS | DR  |
|  | ---- | -------------------- | -- | -- | -- | -- | -- | -- | -- | --- |
|  | 1.   | Stabia               | 44 | 30 | 20 | 4  | 6  | 61 | 24 | +37 |
|  | 2.   | Benevento            | 41 | 30 | 18 | 5  | 7  | 57 | 25 | +32 |
|  | 3.   | Avellino             | 39 | 30 | 18 | 3  | 9  | 58 | 34 | +24 |
|  | 4.   | Frattese             | 38 | 30 | 14 | 10 | 6  | 52 | 27 | +25 |
|  | 5.   | Turris               | 31 | 30 | 14 | 3  | 13 | 60 | 40 | +20 |
|  | 5.   | Angri                | 31 | 30 | 13 | 5  | 12 | 41 | 37 | +4  |
|  | 7.   | Gragnano             | 29 | 30 | 13 | 3  | 14 | 36 | 44 | -8  |
|  | 7.   | Ilva Bagnolese       | 29 | 30 | 11 | 7  | 12 | 39 | 60 | -21 |
|  | 9.   | Juve Alfa Pomigliano | 28 | 30 | 11 | 6  | 13 | 36 | 35 | +1  |
|  | 9.   | Casertana            | 28 | 30 | 11 | 6  | 13 | 38 | 43 | -5  |
|  | 11.  | Ercolanese           | 27 | 30 | 10 | 7  | 13 | 44 | 47 | -3  |
|  | 12.  | Afragolese           | 26 | 30 | 9  | 8  | 13 | 35 | 36 | -1  |
|  | 13.  | Sangiuseppese        | 25 | 30 | 9  | 7  | 14 | 35 | 61 | -26 |
|  | 14.  | Portici              | 24 | 30 | 9  | 6  | 15 | 38 | 63 | -25 |
|  | 15.  | Sorrento             | 22 | 30 | 8  | 6  | 16 | 37 | 55 | -18 |
|  | 16.  | SET Napoli           | 18 | 30 | 7  | 4  | 19 | 37 | 73 | -36 |

Legenda:
      Retrocesso in Promozione 1948-1949.
      Retrocesso in Prima Divisione 1948-1949.
Note:
Due punti a vittoria, uno a pareggio, zero a sconfitta.
Avellino fu poi riammesso in Serie C discrezionalmente fra le otto elette del Caso Napoli.
A seguito del Caso Napoli fu concessa l'ammissione in Promozione anche alle retrocesse nelle leghe regionali che l'avrebbero voluta.
Afragolese eSangiuseppese poi rinunciarono a partecipare al camp. di Promozione 1948-49.

## Girone S

### Aggiornamenti
Il Marimist Brindisi ha ottenuto di iscriversi in Prima Divisione regionale.

### Squadre partecipanti
| Club                 | Città                         | Stagione precedente                                |
| -------------------- | ----------------------------- | -------------------------------------------------- |
| Azzaretti Carbonara  | BA-Carbonara di Bari          | 8° in Serie C Lega Sud/B                           |
| Audace Monopoli      | Monopoli (BA)                 | 2° in Serie C Lega Sud/B, 2º nel girone finale     |
| Barletta             | Barletta (BA)                 | 10° in Serie C Lega Sud/B                          |
| Biscegliese          | Bisceglie                     | ?° in Prima Divisione Puglia/A, promosso           |
| Buffoluto Taranto    | TA-Buffoluto                  | ?                                                  |
| Castellana           | Castellana Grotte (BA)        | 6° in Serie C Lega Sud/B                           |
| Catanzaro            | Catanzaro                     | 16° in Serie B/C, retrocesso                       |
| Crotone              | Crotone (CZ)                  | 4° in Serie C Lega Sud/C                           |
| Foggia               | Foggia                        | 16° in Serie B/C, retrocesso                       |
| Incedit              | Foggia                        | 8° in Serie C Lega Sud/B                           |
| Molfetta             | Molfetta (BA)                 | 4° in Serie C Lega Sud/B                           |
| Vigor Nicastro       | Nicastro (CZ)                 | 1° in Prima Divisione Calabria, promosso           |
| Potenza              | Potenza                       | 5° in Serie C Lega Sud/B                           |
| San Severo           | San Severo (FG)               | ?° in Prima Divisione Puglia/A, promosso d'ufficio |
| San Ferdinando       | San Ferdinando di Puglia (FG) | 7° in Serie C Lega Sud/B                           |
| San Pietro Vernotico | San Pietro Vernotico (BR)     | 11° in Serie C Lega Sud/B                          |

### Classifica finale
|  | Pos. | Squadra              | Pt       | G  | V  | N  | P  | GF | GS | DR  |
|  | ---- | -------------------- | -------- | -- | -- | -- | -- | -- | -- | --- |
|  | 1.   | Foggia               | 42       | 26 | 19 | 4  | 3  | 57 | 18 | +39 |
|  | 2.   | Catanzaro            | 38       | 26 | 16 | 6  | 4  | 65 | 25 | +40 |
|  | 3.   | Crotone              | 35       | 26 | 15 | 5  | 6  | 36 | 25 | +11 |
|  | 4.   | Incedit              | 32       | 26 | 12 | 8  | 6  | 50 | 31 | +19 |
|  | 5.   | San Severo           | 27       | 26 | 10 | 7  | 9  | 42 | 36 | +6  |
|  | 6.   | Potenza              | 26       | 26 | 11 | 4  | 11 | 37 | 36 | +1  |
|  | 7.   | Biscegliese          | 24       | 26 | 10 | 4  | 12 | 36 | 40 | -4  |
|  | 8.   | San Pietro Vernotico | 22       | 26 | 8  | 6  | 12 | 33 | 36 | -3  |
|  | 9.   | Audace Monopoli      | 21       | 26 | 5  | 11 | 10 | 31 | 39 | -8  |
|  | 9.   | Vigor Nicastro       | 21       | 26 | 8  | 5  | 13 | 31 | 49 | -18 |
|  | 11.  | Barletta             | 20       | 26 | 8  | 4  | 14 | 27 | 46 | -19 |
|  | 12.  | Molfetta             | 20       | 26 | 5  | 10 | 11 | 26 | 49 | -23 |
|  | 13.  | Castellana           | 19       | 26 | 7  | 5  | 14 | 30 | 42 | -12 |
|  | 14.  | Buffoluto Taranto    | 17       | 26 | 8  | 1  | 17 | 24 | 53 | -29 |
|  | ---  | Azzaretti Carbonara  | Ritirata | -- | -- | -- | -- | -- | -- | --  |
|  | ---  | San Ferdinando       | Ritirato | -- | -- | -- | -- | -- | -- | --  |

Legenda:
      Retrocesso in Promozione 1948-1949.
      Retrocesso in Prima Divisione 1948-1949.
 Ritirato dal campionato.
Note:
Due punti a vittoria, uno a pareggio, zero a sconfitta.
Potenza e Crotone furono poi riammessi in Serie C discrezionalmente fra le otto elette del Caso Napoli.
Castellana, Buffoluto, Azzaretti e San Ferdinando, poi ammesse in Promozione 1948-49, vi rinunciarono.

### Risultati

#### Spareggio salvezza
Le successive decisioni della Lega interregionale Sud privarono di effetti questo spareggio.
|          | Risultati |          | Luogo e data              |
| -------- | --------- | -------- | ------------------------- |
| Barletta | 3-1       | Molfetta | Bisceglie, 27 giugno 1948 |
|          |           |          |                           |

## Girone T

### Aggiornamenti
- La Feltrinelli Villese ha ottenuto di iscriversi in Prima Divisione regionale; al suo posto è stata riammessa in serie C la retrocessa Associazione Sportiva Drepanum.
- L'Unione Sportiva Giostra e l'Associazione Calcio Messina si sono fuse nell'Associazione Calcio Riunite Messina.

### Squadre partecipanti
| Club                             | Città                          | Stagione precedente                                                                                        |
| -------------------------------- | ------------------------------ | --- |
| Acireale                         | Acireale (CT)                  | 7° in Serie C Lega Sud/C                                                                                   |
| Agrigento                        | Agrigento                      | ?° in Prima Divisione Sicilia/?, promosso                                                                  |
| Arsenale Messina                 | Messina                        | ?° in Prima Divisione Sicilia/C, ?° nel girone semifinale B, 1º nel girone finale dopo spareggio, promosso |
| Canicattì                        | Canicattì (AG)                 | ?° in Prima Divisione Sicilia/?, promosso d'ufficio                                                        |
| Dop. Az. Cantieri Navali Riuniti | Palermo                        | ?° in Prima Divisione Sicilia/?, ?° nel girone semifinale ?, 2º nel girone finale, promosso d'ufficio      |
| Catania                          | Catania                        | 6° in Serie C Lega Sud/C                                                                                   |
| Drepanum                         | Trapani                        | 10° in Serie C Lega Sud/C, retrocesso e poi riammesso                                                      |
| Gioiese                          | Gioia Tauro (RC)               | ?° in Prima Divisione Calabria, promosso d'ufficio                                                         |
| Igea Virtus                      | Barcellona Pozzo di Gotto (ME) | ?° in Prima Divisione Sicilia/D, ?° nel girone semifinale B, promosso d'ufficio                            |
| Marsala                          | Marsala (TP)                   | 9° in Serie C Lega Sud/C                                                                                   |
| Megara Augusta                   | Augusta (SR)                   | ?° in Prima Divisione Sicilia/F, promosso d'ufficio                                                        |
| Messina                          | Messina                        | 1° in Serie C Lega Sud/C, 4º nel girone finale                                                             |
| Notinese                         | Noto (SR)                      | ?° in Prima Divisione Sicilia/F, promosso d'ufficio                                                        |
| Nissena                          | Caltanissetta                  | - |
| Reggina                          | Reggio Calabria                | 3° in Serie C Lega Sud/C                                                                                   |
| Termini                          | Termini Imerese (PA)           | 8° in Serie C Lega Sud/C                                                                                   |

### Classifica finale
|  | Pos. | Squadra          | Pt | G  | V  | N  | P  | GF | GS | DR  |
|  | ---- | ---------------- | -- | -- | -- | -- | -- | -- | -- | --- |
|  | 1.   | Catania          | 47 | 30 | 21 | 5  | 4  | 63 | 26 | +37 |
|  | 2.   | Reggina          | 46 | 30 | 20 | 6  | 4  | 72 | 29 | +43 |
|  | 3.   | Igea Virtus      | 36 | 30 | 14 | 8  | 8  | 48 | 29 | +19 |
|  | 4.   | Arsenale Messina | 34 | 30 | 14 | 6  | 10 | 58 | 36 | +22 |
|  | 4.   | Drepanum         | 34 | 30 | 14 | 6  | 10 | 41 | 29 | +12 |
|  | 4.   | Acireale         | 34 | 30 | 14 | 6  | 10 | 37 | 29 | +8  |
|  | 7.   | Messina          | 33 | 30 | 13 | 7  | 10 | 42 | 27 | +15 |
|  | 8.   | Marsala          | 31 | 30 | 10 | 11 | 9  | 32 | 31 | +1  |
|  | 9.   | Agrigento        | 30 | 30 | 12 | 6  | 12 | 38 | 30 | +8  |
|  | 10.  | Nissena          | 29 | 30 | 10 | 9  | 11 | 42 | 37 | +5  |
|  | 11.  | Gioiese          | 29 | 30 | 11 | 7  | 12 | 35 | 45 | -10 |
|  | 12.  | Cantieri Navali  | 29 | 30 | 11 | 7  | 12 | 38 | 46 | -8  |
|  | 13.  | Notinese         | 28 | 30 | 12 | 4  | 14 | 36 | 57 | -21 |
|  | 14.  | Megara Augusta   | 21 | 30 | 7  | 7  | 16 | 17 | 50 | -33 |
|  | 15.  | Termini          | 14 | 30 | 4  | 6  | 20 | 31 | 73 | -42 |
|  | 16.  | Canicattì        | 5  | 30 | 1  | 3  | 26 | 16 | 71 | -55 |

Legenda:
      Retrocesso in Promozione 1948-1949.
      Retrocesso in Prima Divisione 1948-1949.
Note:
Due punti a vittoria, uno a pareggio, zero a sconfitta.
Igea Virtus, Arsenale Messina e Messina furono poi riammessi in Serie C discrezionalmente fra le otto elette del Caso Napoli.
Drepanum e Acireale furono poi riammessi d'ufficio in Serie C nazionale (dalla FIGC) su ricorso equitativo rispetto all'Arsenale Messina.
A seguito del Caso Napoli fu concessa l'ammissione in Promozione anche alle retrocesse nelle leghe regionali che l'avrebbero voluta.
Cantieri Navali e M. Augusta rinunciarono all'ammissione in Promozione.

### Risultati
|                  | Aci  | Agr  | ArM  | Can  | CNa  | Cat  | Dre  | Gio  | IgV  | Mar  | MAu  | Mes  | Nis  | Not  | Reg  | TIm  |
| ---------------- | ---- | ---- | ---- | ---- | ---- | ---- | ---- | ---- | ---- | ---- | ---- | ---- | ---- | ---- | ---- | ---- |
| Acireale         | –––– | 2-0  | 2-2  | 1-0  | 1-0  | 2-4  | 2-0  | 3-0  | 2-0  | 1-3  | 1-0  | 1-0  | 2-1  | 2-0  | 0-0  | 3-0  |
| Agrigento        | 2-1  | –––– | 2-2  | 6-0  | 3-0  | 1-0  | 2-1  | 4-2  | 2-0  | 0-0  | 0-0  | 0-1  | 1-1  | 0-0  | 1-2  | 2-0  |
| Arsenale Messina | 2-1  | 0-1  | –––– | 5-1  | 0-1  | 0-1  | 1-2  | 2-2  | 3-0  | 4-1  | 7-0  | 0-2  | 4-1  | 4-1  | 2-1  | 1-0  |
| Canicattì        | 1-1  | 1-0  | 1-4  | –––– | 1-3  | 0-2  | 0-2  | 0-1  | 0-1  | 1-0  | 1-2  | 1-2  | 1-2  | 0-0  | 0-1  | 4-0  |
| Cantieri Navali  | 2-0  | 2-0  | 3-0  | 3-0  | –––– | 2-3  | 1-0  | 2-2  | 1-0  | 3-1  | 1-1  | 0-0  | 1-1  | 0-2  | 2-2  | 2-0  |
| Catania          | 2-1  | 1-0  | 2-1  | 5-0  | 3-0  | –––– | 1-0  | 2-1  | 1-1  | 0-2  | 2-1  | 1-1  | 2-0  | 5-0  | 0-2  | 5-2  |
| Drepanum         | 1-1  | 0-1  | 1-1  | 4-0  | 2-1  | 2-3  | –––– | 5-0  | 0-0  | 1-1  | 4-0  | 1-0  | 3-0  | 1-0  | 1-1  | 1-0  |
| Gioiese          | 2-0  | 2-1  | 2-2  | 1-0  | 1-0  | 0-3  | 1-0  | –––– | 2-0  | 3-2  | 0-0  | 0-0  | 1-0  | 6-0  | 0-1  | 1-1  |
| Igea Virtus      | 1-1  | 3-0  | 0-0  | 5-1  | 5-2  | 3-1  | 0-0  | 4-1  | –––– | 3-1  | 2-0  | 2-0  | 0-0  | 5-0  | 3-0  | 3-0  |
| Marsala          | 1-0  | 0-0  | 2-1  | 0-0  | 3-0  | 0-0  | 0-1  | 1-1  | 0-0  | –––– | 1-0  | 1-0  | 0-0  | 1-1  | 1-0  | 3-1  |
| Megara Augusta   | 1-1  | 1-0  | 0-1  | 1-0  | 0-0  | 1-3  | 0-1  | 0-1  | 3-2  | 0-0  | –––– | 0-0  | 0-2  | 2-0  | 2-6  | 2-1  |
| Messina          | 2-3  | 1-0  | 0-2  | 2-0  | 4-1  | 0-3  | 6-0  | 2-0  | 1-2  | 3-1  | 3-0  | –––– | 1-0  | 5-0  | 1-1  | 3-0  |
| Nissena          | 0-0  | 3-0  | 0-4  | 3-0  | 0-0  | 2-2  | 3-1  | 3-0  | 0-0  | 2-1  | 1-0  | 0-0  | –––– | 5-0  | 0-2  | 8-2  |
| Notinese         | 0-0  | 2-1  | 3-0  | 5-2  | 5-1  | 0-3  | 1-3  | 1-0  | 0-1  | 2-1  | 3-0  | 1-0  | 1-0  | –––– | 3-1  | 4-0  |
| Reggina          | 1-1  | 3-1  | 3-1  | 4-0  | 5-1  | 1-1  | 2-0  | 4-2  | 3-0  | 3-1  | 4-0  | 6-2  | 4-1  | 2-0  | –––– | 4-0  |
| Termini Imerese  | 1-1  | 0-5  | 0-2  | 5-0  | 1-1  | 0-2  | 0-3  | 1-1  | 4-2  | 1-1  | 2-0  | 0-0  | 4-3  | 6-1  | 2-3  | –––– |

#### Spareggi salvezza
Le successive decisioni della Lega interregionale Sud privarono di effetti questi spareggi.
|         | Risultati |                 | Luogo e data                    |
| ------- | --------- | --------------- | ------------------------------- |
| Nissena | 5-0       | Cantieri Navali | Termini Imerese, 20 giugno 1948 |
| Gioiese | 3-1       | Cantieri Navali | Reggio Calabria, 27 giugno 1948 |
|         |           |                 |                                 |

## Qualificazioni Lega nazionale
Il regolamento originario prevedeva per la Lega Interregionale Sud la disputa di un triangolare finale fra le seconde classificate, onde eliminare una squadra dalla nuova terza serie nazionale. A metà luglio tuttavia, quando esso era già in corso, il Consiglio Federale della FIGC deliberò un allargamento dei quadri rispetto a quelli previsti. La Lega fece comunque concludere il triangolare perché già in avanzato stato di disputa.

### Classifica finale
|  | Pos. | Squadra   | Pt | G | V | N | P | GF | GS | DR |
|  | ---- | --------- | -- | - | - | - | - | -- | -- | -- |
|  | 1.   | Catanzaro | 5  | 4 | 2 | 1 | 1 | 7  | 8  | -1 |
|  | 2.   | Benevento | 4  | 4 | 1 | 2 | 1 | 6  | 5  | +1 |
|  | 3.   | Reggina   | 3  | 4 | 1 | 1 | 2 | 5  | 5  | 0  |

### Risultati

#### Calendario
| Andata (1ª) | Andata (1ª) | 1ª giornata       | Ritorno (4ª) | Ritorno (4ª) |
|             |             |                   |              |              |
| 20 giu.     | 2-1         | Catanzaro-Reggina | 0-4          | 18 lug.      |

| Andata (2ª) | Andata (2ª) | 2ª giornata       | Ritorno (4ª) | Ritorno (4ª) |
|             |             |                   |              |              |
| 4 lug.      | 3-0         | Benevento-Reggina | 0-0          | 25 lug.      |

| \| Andata (3ª) \| Andata (3ª) \| 3ª giornata \| Ritorno (6ª) \| Ritorno (6ª) \| \| \| \| \| \| \| \| 11 lug. \| 2-2 \| Benevento-Catanzaro \| 1-3 \| 1º ago. \| |             |                     |              |              |
| Andata (3ª) | Andata (3ª) | 3ª giornata         | Ritorno (6ª) | Ritorno (6ª) |
| |             |                     |              |              |
| 11 lug. | 2-2         | Benevento-Catanzaro | 1-3          | 1º ago.      |

### Giornali sportivi
- La Gazzetta dello Sport, stagione 1947-1948, consultabile presso le Biblioteche:
  - Biblioteca Civica di Torino;
  - Biblioteca Nazionale Braidense di Milano;
  - Biblioteca Nazionale Centrale di Firenze;
  - Biblioteca Nazionale Centrale di Roma;
  - Biblioteca Civica Berio di Genova;
- e presso Emeroteca del C.O.N.I. di Roma (non è online ma è da consultare in sede) che conserva anche i giornali:
- Corriere dello Sport di Roma;
- Lo Stadio di Bologna;
- Tuttosport di Torino;

### Libri
- Almanacco illustrato del Calcio 1949, Milano, Rizzoli, 1948.